# Ioan Grigoraș
Ioan Grigoraș (ur. 7 stycznia 1963 w Băcâia) – rumuński zapaśnik walczący w stylu klasycznym. Brązowy medalista olimpijski z Barcelony 1992 w kategorii 130 kg.
Pięciokrotny uczestnik mistrzostw świata, srebrny medalista w 1985. Wicemistrz Europy w 1992 i 1990. Mistrz Europy juniorów w 1985 roku.
- Turniej w Barcelonie 1992

Pokonał Juhe Ahokasa z Finlandii, Guillermo Díaza z Meksyku, Milana Radakovicia startującego jako niezależny, Andy Borodowa z Kanady i László Klauza z Węgier, a przegrał z Aleksandrem Karielinem z WNP.